# Bandiera del Niger
La bandiera del Niger è stata adottata dal 23 novembre 1959. È costituita da tre bande orizzontali di uguali dimensioni, di colore (partendo dall'alto) arancione (le regioni del Sahara), bianco (la purezza) e verde (la speranza e le fertili zone meridionali). Al centro della banda bianca compare un disco arancione (simbolo del Sole).

## Bandiere storiche
| Bandiera  | Anni in uso                     | Proporzioni | Governo                        | Descrizione |
| --------- | ------------------------------- | ----------- | ------------------------------ | --- |
|           | 1902–1904                       | 2:3         | Parte della Senegambia e Niger | Il Tricolore francese fu la bandiera ufficiale del Niger per tutto il periodo coloniale. |
| 1904–1922 | Parte dell'Alto Senegal e Niger | 2:3         |                                | Il Tricolore francese fu la bandiera ufficiale del Niger per tutto il periodo coloniale. |
| 1922–1959 | Colonia del Niger               | 2:3         |                                | Il Tricolore francese fu la bandiera ufficiale del Niger per tutto il periodo coloniale. |
|           | Colonia del Niger               | 1959–oggi   | 6:7                            | La bandiera attuale, consistente in un tricolore orizzontale arancione, bianco e verde con al centro un disco arancione, venne adottata ufficialmente dalla colonia del Niger il 23 Novembre 1959 e rimase la bandiera ufficiale dopo l'indipendenza nel 1960. |
| Niger     |                                 | 1959–oggi   | 6:7                            | La bandiera attuale, consistente in un tricolore orizzontale arancione, bianco e verde con al centro un disco arancione, venne adottata ufficialmente dalla colonia del Niger il 23 Novembre 1959 e rimase la bandiera ufficiale dopo l'indipendenza nel 1960. |